# Ronde van Valencia (vrouwen)
De Ronde van Valencia (Spaans: Vuelta a la Comunidad Valenciana Femenina, Valenciaans: Volta a la Comunitat Valenciana Féminas), kortweg bekend als Vuelta CV Féminas, is een Spaanse eendagswielerwedstrijd voor vrouwen die sinds 2019 jaarlijks plaatsvindt in februari.

## Geschiedenis
De wedstrijd werd in 2019 voor het eerst verreden als een eendagskoers van Paterna naar Valencia – gelijk aan de slotetappe van de mannenkoers – met de classificatie 1.2. Van 2020 tot en met 2024 werd de wedstrijd geclassificeerd als een 1.1-wedstrijd, in 2025 als 1.Pro, omdat de wedstrijd toetrad tot de ProSeries. Ook deze edities waren gelijk aan de slotetappe bij de mannen met van 2020 tot en met 2023 eveneens Paterna en Valencia als start- en finishplaats, in 2024 Bétera-Valencia en in 2025 Alfafar-Valencia als rit-in-lijn.
De eerste editie werd gewonnen door de Belgische Lotte Kopecky. De Nederlandse Floortje Mackaij won de editie van 2023.
De wedstrijd moet niet verward worden met de vierdaagsewedstrijd Setmana Ciclista Valenciana die al in 2023 werd opgenomen op de UCI Women's ProSeries-kalender.

## Podia
| Jaar | AE | TA    | Winnaar           | Tweede            | Derde                         |
| ---- | -- | ----- | ----------------- | ----------------- | ----------------------------- |
| 2019 | 1  | 088,3 | Lotte Kopecky     | Alice Barnes      | Nguyễn Thị Thật               |
| 2020 | 1  | 094,0 | Marta Bastianelli | Barbara Guarischi | Teniel Campbell               |
| 2021 | 1  | 091,2 | Chiara Consonni   | Barbara Guarischi | Elodie le Bail                |
| 2022 | 1  | 092,0 | Marta Bastianelli | Ilaria Sanguineti | Kathrin Schweinberger         |
| 2023 | 1  | 093,2 | Floortje Mackaij  | Liane Lippert     | Nikola Nosková                |
| 2024 | 1  | 093,2 | Cédrine Kerbaol   | Marit Raaijmakers | Federica Damiana Piergiovanni |
| 2025 | 1  | 104,0 | Linda Zanetti     | Jelena Erić       | Daria Pikulik                 |

### Overwinningen per land
| Overwinningen | Land                                      |
| ------------- | ----------------------------------------- |
| 3             | Italië                                    |
| 1             | België, Nederland, Frankrijk, Zwitserland |

Mannen: 1929 · 1930 · 1931 · 1932 · 1933 · 1934-1939 · 1940 · 1941 · 1942 · 1943 · 1944 · 1945-1946 · 1947 · 1948 · 1949 · 1950-1953 · 1954 · 1955 · 1956 · 1957 · 1958 · 1959 · 1960 · 1961 · 1962 · 1963 · 1964 · 1965 · 1966 · 1967 · 1968 · 1969 · 1970 · 1971 · 1972 · 1973 · 1974 · 1975 · 1976 · 1977 · 1978 · 1979 · 1980 · 1981 · 1982 · 1983 · 1984 · 1985 · 1986 · 1987 · 1988 · 1989 · 1990 · 1991 · 1992 · 1993 · 1994 · 1995 · 1996 · 1997 · 1998 · 1999 · 2000 · 2001 · 2002 · 2003 · 2004 · 2005 · 2006 · 2007 · 2008 · 2009-2015 · 2016 · 2017 · 2018 · 2019 · 2020 · 2021 · 2022 · 2023 · 2024 · 2025
Vrouwen: 2019 · 2020 · 2021 · 2022 · 2023 · 2024 · 2025
Schwalbe Women's One Day Classic · 
Ronde van Valencia · 
Wielerweek van Valencia · 
GP Oetingen · 
Nokere Koerse · 
Dwars door Vlaanderen · 
Brabantse Pijl · 
Clásica Féminas de Navarra · 
Veenendaal-Veenendaal Classic · 
Ronde van Thüringen · 
GP Fourmies · 
Grote Prijs van Stuttgart · 
Ronde van Emilia · 
GP Ciudad de Eibar · 
Ronde van de Drie Valleien